# Pertusola Sud
Pertusola Sud S.p.A. (in passato nota come The Pertusola Lead Mining and Smelting Company Ltd.) era una società italo-britannica con sede legale a Londra e sede operativa a Crotone nel settore della metallurgia; produsse semilavorati e leghe di zinco, oltre al solfuro di zinco, materiali interamente provenienti dal Canada, dall'Australia e dall'Irlanda. In questo procedimento si rendeva necessaria anche la fabbricazione e l'impiego dell'acido solforico. Insieme a Portovesme costituiva uno dei due poli italiani per la produzione di zinco. Era la più grande fabbrica della Calabria.

## Storia
La società viene inizialmente fondata come The Pertusola Lead Mining and Smelting Company Ltd. nel 1899 da Lord Thomas Allnutt Brassey, visconte di Brassey, per lo sfruttamento delle miniere sarde di piombo, zinco e argento di Gennamari e di Ingurtosu.
Nel 1920 entra a far parte del gruppo Peñarroya tramite Società Mineraria e Metallurgica di Pertusola.
Nel 1927 inizia a Crotone la costruzione di un impianto di lavorazione dello zinco che diventerà operativo nel 1932.
Nel 1950 i giacimenti sardi iniziano ad esaurirsi e dunque decide di cedere le concessioni minerarie.
Nel 1984 la GEPI entra con il 49% nel capitale sociale di Pertusola Sud e nel 1988 Nuova Samim (Eni) acquisirà il 51%.
Nel 1997 viene ceduta a Enirisorse.

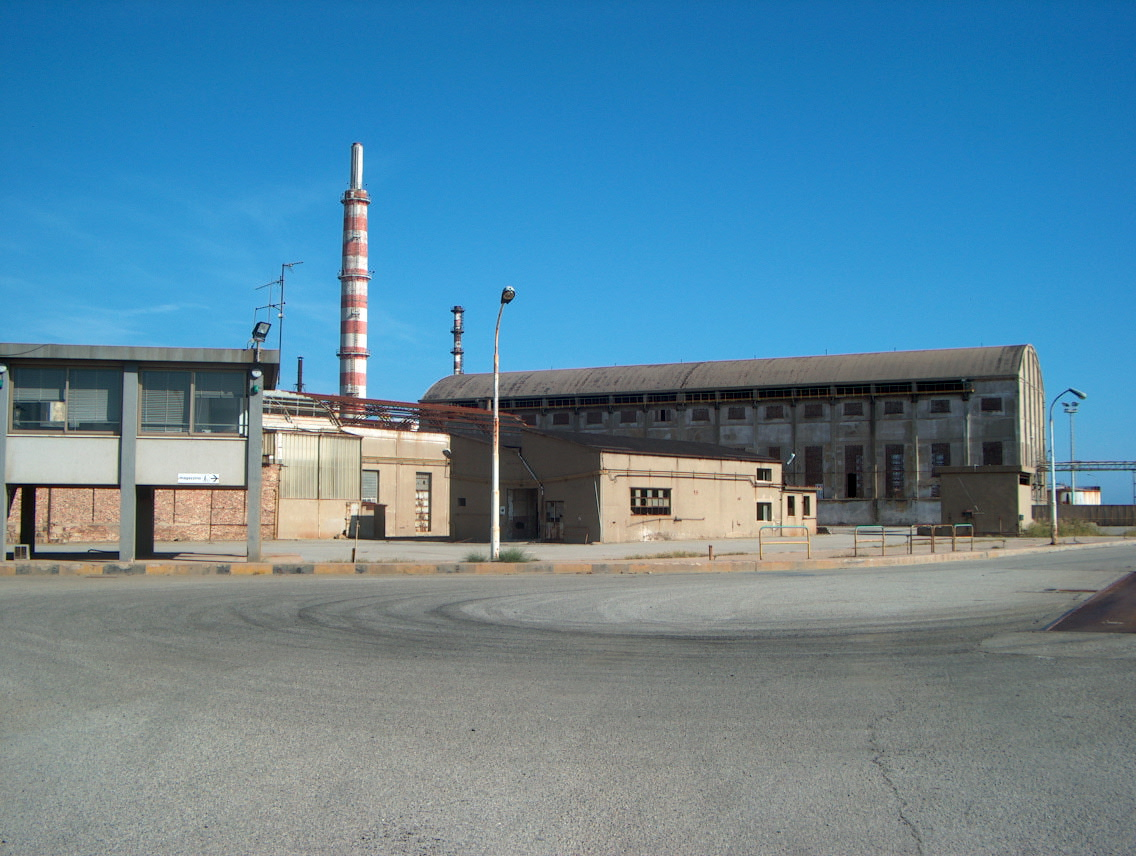
Pertusola Sud, Crotone.

Il 31 marzo 1998 Pertusola Sud è posta in liquidazione e cessa la produzione nel febbraio 1999.
Nell'agosto 2000 Enirisorse vende l'intero capitale azionario di Pertusola Sud a Zincocalabra, che però si ritira unilateralmente dal contratto.

## Procedimenti giudiziari
Con il d.lgs. n°. 468/01 del Ministero dell'Ambiente, lo stabilimento viene dichiarato sito di interesse nazionale da sottoporre ad attività di bonifica di aree industriali dismesse, della fascia costiera contaminata da smaltimento abusivo di rifiuti industriali e del relativo specchio di mare, di discariche abusive.
Infatti, la Procura della Repubblica di Crotone ha aperto un'inchiesta denominata  Black Mountains che ha portato, il 25 settembre 2008, al sequestro preventivo di 18 aree ubicate nei comuni di Crotone, Cutro (KR) e Isola Capo Rizzuto (KR), dove dal 1999 ad oggi, sarebbero state realizzate vaste discariche non autorizzate di rifiuti pericolosi (circa 350.000 tonnellate), effettuando lavori con l'impiego di materiali tossici costituiti da C.I.C. (Conglomerato Idraulico Catalizzato) e da "scoria cubilot", un composto di sabbia silicea, loppa di altoforno e catalizzatori, la cui matrice (il cubilot) altro non è che un rifiuto proveniente dalla lavorazione delle ferriti di zinco, effettuata nello stabilimento dell'ex società Pertusola Sud. Le 350.000 tonnellate di rifiuti, dunque, sarebbero stati utilizzati come materiale edile (altamente cancerogeno) per la costruzione di scuole, palazzine popolari, centri commerciali, villette a schiera, strade, le banchine del porto e la questura.
Il gup di Crotone, con sentenza confermata nel 2013 dalla Corte di Cassazione, ha prosciolto tutti i 45 imputati dall'accusa di disastro ambientale e avvelenamento delle acque. Tutti i campioni di C.I.C. analizzati nella perizia disposta dal giudice, e assunta nelle forme dell’incidente probatorio, sono risultati "non pericolosi ai sensi della normativa vigente sino al 25 dicembre 2010 [...] In particolare, nessun campione è risultato possedere le caratteristiche di pericolo H5 'nocivo' e H6 'tossico', così come definite dalla vigente normativa".